# Arald
Arald je opera o jednom dějství rumunského skladatele Nicolae Bretana na jeho vlastní libreto na námět básně Mihaie Eminesca Duchové (Strigoii). Skladatel ji napsal v několika fázích mezi lety 1931 a 1942, ale premiéru měla až 12. května 1982 v Rumunské národní opeře v Jasích.

## Vznik a charakteristika
Opera Arald, byť poměrně krátká, vznikla ve třech fázích v průběhu jedenácti let: první část Bretan napsal v červenci a srpnu roku 1931, další v březnu 1937 a orchestraci dokončil 21. prosince 1942. Přesto tvoří po hudební i dramaturgické stránce kompaktní celek.
Příběh, v němž se milenec snaží získat svou milenku zpět ze záhrobí, připomíná mýtus Orfeovi a Eurydice. Germánské prostředí (postavu Čaroděje lze podle atributu, dvou havranů, považovat za kněze boha Ódina nebo i Ódina samotného) spolu s intenzitou milostného vztahu a usilováním o splynutí v lásce připomíná též témata Wagnerových oper, zejména Tristana a Isoldu.
Děj se odehrává v Podunají kolem roku 600 n. l., v době, kdy dožívaly (germánské) pohanské kulty, ale již pronikalo křesťanství. Opera začíná krátkým preludiem a úvodním monologem Básníka před oponou; podtrhuje se tím nereálnost, symboličnost příběhu. Dlouhé monology Čaroděje a krále Aralda získávají plasticitu změnami tonality a metra. Ústředním momentem opery je duet krále Aralda a královny Marie, který začíná ve velmi nízké poloze a tiše, nicméně později se rozezní naplno a vrcholí polibkem, který i hudební vyjádření identifikuje jako okamžik Araldovy smrti. Bretan k němu využil melodii písně, kterou již roku 1921 složil na slova jiné Eminescovy básně, Din noaptea (Z noci); věnoval ji tehdy vzpomínce na svou zesnulou matku. Opera brzy končí klidným monologem Čaroděje.
Stejně jako v ostatních Bretanových operách je hudba především po harmonické stránce ve stylu novoromantismu pozdního 19. století; Aralda charakterizuje velmi pomalý harmonický rozvoj a téměř absence dramatického dění na scéně, akce se odehrává téměř výhradně v nitru postav. V opeře vystupují pouhé čtyři postavy (z toho dvě – básník a královna Marie – jen na malé ploše), sbor i balet chybí.
Podle recenze Görana Forslinga „Je zde málo dramatu ve formě dialogu; místo toho je tato krátká opera sledem ‚árií‘ – všech velké krásy – a výše uvedeného duetu. Hudba vyzařuje jistý zásvětní poklid, který nevylučuje vášeň a dramatickou intenzitu, a většina zpěvu se pohybuje ve vzrušené rovině.“
Opera Arald trvá asi 25 minut.

## Osoby a první obsazení
| Postava                         | Hlasový obor | Premiéra (12. 5. 1982) |
| ------------------------------- | ------------ | ---------------------- |
| Básník                          | bas          | Dan Nasta              |
| Arald (Harald), král Avarů      | tenor        | Filimon Siminic        |
| Maria, císařovna, Araldova milá | soprán       | Maria Boga-Verdeş      |
| Čaroděj                         | basbaryton   | D. M. Şuteu            |
| Dirigent:                       | Dirigent:    | Corneliu Calistru      |
| Režie:                          | Režie:       | Dan Nasta              |
| Výprava:                        | Výprava:     | Hristofenia Cazacu     |

## Instrumentace
2 flétny, 2 hoboje, 2 klarinety, 2 fagoty, 4 lesní rohy, 3 pozouny, 1 tuba, tympány, harfa, smyčcové nástroje (1. a 2. housle, violy, violoncella, kontrabasy).

## Děj opery
(Prolog – Před oponou) Básník popisuje Araldovu cestu: v měsíčné noci pádí avarský král na svém oři, zahalen v černém plášti se zvláštním záhybem. Polárka mu ukazuje cestu na sever (monolog Arald pe un cal negru zbura).
(Jediné dějství – Borovicový prales ve skalnatých horách, noc s měsícem v úplňku) Na skalisku sedí prastarý pohanský kněz s bílými vlasy až na zem, celý obrostlý mechem, s holí v ruce; kolem něj létají v kruzích dva havrani, černý a bílý. Arald před ním sesedá z koně a na zem pokládá Mariino tělo zabalené do pláště. Žádá po starci, aby ženu vzkřísil z mrtvých, a za to slibuje do konce svých dnů sloužit jeho bohům (Araldův zpěv O, Mag, de zile veşnic, la tine am venit).
Čaroděj povolává čtyři živly, aby po celé Araldově říši i celém světě hledali elementy potřebné k Mariinu vzkříšení; i havrani odlétají (monolog Din inimă-i pământul la morţi să deie viaţă). Poté Čaroděj popisuje Araldův osud: Už jako dítě snil o dobyvatelských taženích. Jen co dospěl, stanul v čele vojska a překročil s ním Volhu. Před jeho pluky prchaly celé národy na jih, Ódinův lid a jeho kěží opustili severské háje a dotáhli se stovkou národů až k Římu. Až jednou, když po vítězném boji tábořilo Araldovo vojsko na břehu Dněstru, dorazila k němu nečekaně císařova krásná dcera Maria se sborem rádců. Na dotaz okouzleného vojevůdce, co si přeje, odpověděla, že jeho – a Arald jí odevzdal svou zbraň (monolog čaroděje Erai un copilandru).
Arald doplňuje, že se jeho lid zastavil na dunajských planinách. Namísto dalšího dobývání celého světa teď patřila jeho mysl jedině Marii, jež k němu každého večera potají přicházela a žádala jej, aby se jí znovu odevzdal… Arald opakuje svou prosbu o Mariino vzkříšení (monolog Pe plaui dunărene poporu-şi opri mersul)
Čaroděj dává Araldovi napít z pramene pod svýma nohama a král se promění v ducha. Pak čaroděj opakuje své zaklínání, havrani a živly se vracejí a stařec třemi krůpějemi vody vrací Mariinu tělu život. Milenci se radují z překonání smrti, vášnivě se obejmou a políbí (píseň Marie Arald, nu vrei tu fruntea pe sânul meu s-o culci?, Araldova odpověď Din ce în ce mai vie te simt'u a mele braţe a duet Din noaptea veşnicei uitări).
S kohoutím zakokrháním přichází jitro, Maria bezvládně klesá do Araldovy náruče a oba milence pohltí země. Čaroděj se vrací na své místo na skalisku: Aralda a Marii pohltila hrobová noc, jen na něj smrt zapomněla (monolog Pe věci pieriră-n noaptea adâncului mormânt).

## Nahrávka
- 1987 (CD Nimbus Records 1996, NI 5424). Zpívají: (básník) Dan Zancu, (čaroděj) Alexandru Agache, (Arald) Ionel Voineag, (Maria) Sandra Şandru. Moldavskou státní filharmonii Jasy (Filarmonica de Stat Moldova) řídí Cristian Mandeal.